# Washington (Indiana)
Washington é uma cidade localizada no estado americano de Indiana, no Condado de Daviess.

## Demografia
Segundo o censo americano de 2000, a sua população era de 11.380 habitantes.
Em 2006, foi estimada uma população de 11.279, um decréscimo de 101 (-0.9%).

## Geografia
De acordo com o United States Census Bureau tem uma área de
12,4 km², dos quais 12,3 km² cobertos por terra e 0,1 km² cobertos por água. Washington localiza-se a aproximadamente 138 m acima do nível do mar.

## Localidades na vizinhança
O diagrama seguinte representa as localidades num raio de 20 km ao redor de Washington.